# Stadion Na Bašte
Stadion Na Bašte – stadion piłkarski w mieście Lázně Bohdaneč, w Czechach. Został otwarty w 1925 roku. Może pomieścić 6322 widzów. Swoje spotkania rozgrywają na nim piłkarze klubu SK Lázně Bohdaneč.
Teren „Na Bašte” został wynajęty przez klub piłkarski z miasta Lázně Bohdaneč (wówczas pod nazwą AFK Bohdaneč) w 1925 roku. Trzy lata później klub otrzymał grunt na własność. W latach 90. XX wieku stadion został rozbudowany do obecnego stanu. W sezonie 1997/1998 obiekt gościł występy drużyny AFK Atlantic Lázně Bohdaneč w najwyższej klasie rozgrywkowej. W 2000 roku klub połączył się jednak ze Slovanem Pardubice. Do 2003 roku w Lázně Bohdaneč gościły jeszcze rozgrywki lokalne, później całkiem zaprzestano działalności drużyny piłkarskiej. Stadion pozostał opuszczony i zarósł dziką roślinnością. Dopiero w 2011 roku reaktywowano w Lázně Bohdaneč klub piłkarski pod nazwą SK Lázně Bohdaneč, a stadion przywrócony został do stanu używalności. W latach 2013 i 2019 obiekt gościł połączony turniej Mistrzostw Europy U-21 mężczyzn i Mistrzostw Europy kobiet (seniorek) w fistballu. W 2018 roku odbył się na nim także turniej finałowy rozgrywek klubowych w fistballu, EFA European Cup.